# 中华仙茅
中华仙茅（学名：Curculigo sinensis）是石蒜科仙茅属的植物，是中国的特有植物。分布于中国大陆的云南等地，生长于海拔1,280米至1,800米的地区，一般生长在草地上，目前尚未由人工引种栽培。
其种加词“sinensis”意为“中华的”。